# Santa Isabel (Kolumbia)
Santa Isabel – miasto w Kolumbii. W jego pobliżu znajduje się wulkan o tej samej nazwie.